# Miedwieżyj Wzwoz
Miedwieżyj Wzwoz (ros. Медвежий Взвоз) – wieś w Rosji, w rejonie wielikoustidzkim obwodu wołogodzkiego. W 2021 r. była niezamieszkana.